# Places That Don't Exist
Places That Don't Exist (No Brasil: Lugares que não existem) é um documentário de cinco partes, sobre uma viagem sobre regiões e zonas de perigo no mundo, dominadas por estados separatistas. Foi produzido e exibido pela BBC News. Escrito e apresentado por Simon Reeve , e produzido por Will Daws e Iain Overton. Foi transmitido pela primeira vez em maio de 2005 na BBC Two.
- Episódio 1: Somalilândia
- Episódio 2: Transnístria
- Episódio 3: Taiwan (República da China)
- Episódio 4: Ossétia do Sul e Abecásia
- Episódio 5: Nagorno-Karabakh

Na série, Reeve visita uma série de estados separatistas e nações não-reconhecidas , incluindo a Somalilândia, reconhecida como parte da Somália, Transnistria, reconhecida como parte da Moldávia e Nagorno-Karabakh, parte do Azerbaijão. Reeve também visitou Adjara, Abecásia e Ossétia do Sul, todos reconhecidos pelo Reino Unido como partes da Geórgia, e a República da China, conhecida como Taiwan.
O programa e sua equipe foram premiados com o Prêmio Mundial em junho de 2005 por melhor característica popular.